# Thomas Heiniger
Thomas Heiniger (* 29. Mai 1957 in Zürich) ist ein Schweizer Politiker (FDP). Von 1994 bis 2007 war er Stadtpräsident von Adliswil. Von 2007 bis 2019 war er Regierungsrat des Kantons Zürich und stand der Gesundheitsdirektion vor. Er schied im Mai 2019 aus der Zürcher Regierung aus. Von 2019 bis 2021 war er Präsident des Schweizerischen Roten Kreuzes. Er ist Präsident von Spitex Schweiz, Verwaltungsratspräsident der Axsana AG sowie Mitglied des VR der Oase Holding AG sowie der Zoo Zürich AG.

## Biografie
Heiniger ist in Zürich-Wollishofen aufgewachsen. Nach der Matura im Jahre 1976 studierte er Rechtswissenschaften an der Universität Zürich. Seine Studien hat Heiniger 1985 mit dem Doktorat zum Thema «Der Ausnahmeentscheid, Untersuchungen zu Ausnahmeermächtigung und Ausnahmebewilligung» abgeschlossen. Seine Studienjahre waren unterbrochen von längeren Armeedienstleistungen in Chur und Andermatt. Bis zu seiner Wahl in den Regierungsrat im Frühling 2007 war Thomas Heiniger als Rechtsanwalt und Partner einer Anwaltskanzlei tätig.
Seit 1. Juni 2019 ist er Präsident von Spitex Schweiz. Von Juli 2019 bis September 2021 präsidierte er in Nachfolge von Annemarie Huber-Hotz das Schweizerische Rote Kreuz. Auf ihn folgte Barbara Schmid-Federer.
Er ist Verwaltungsrat der Zoo Zürich AG und Mitglied des Verwaltungsrates der Oase Holding AG sowie Verwaltungsratspräsident der axsana AG.
Thomas Heiniger ist seit 1980 verheiratet, hat drei Kinder und wohnt in Adliswil.

## Politik
Seine politische Laufbahn startete Heiniger mit 21 Jahren. Von 1978 bis 1980 war er im Wahlbüro Zürich 2 tätig. Nach seinem Umzug nach Adliswil ist er 1982 in die Adliswiler Schulpflege gewählt worden. 1986 gelang ihm die Wahl in den Adliswiler Stadtrat. Acht Jahre lang war Heiniger Vorsteher des Ressorts Jugend, Freizeit, Sport. Bei den Wahlen von 1994 wurde er zum Stadtpräsidenten von Adliswil gewählt. Ab 1999 war er zusätzlich Mitglied des Kantonsrates. Am 15. April 2007 wurde er in den Zürcher Regierungsrat gewählt, am 4. April 2011 wurde er bestätigt. 2019 stellte er sich nicht mehr zur Wiederwahl.
Seine politischen Ämter im Überblick:
- 1978–1980: Mitglied Wahlbüro Zürich 2
- 1982–1986: Mitglied Schulpflege Adliswil
- 1986–1994: Stadtrat in Adliswil
- 1994–2007: Stadtpräsident von Adliswil
- 1999–2007: Kantonsrat
- 2003–2007: Vizepräsident FDP-Kantonsratsfraktion
- 2007–2019: Regierungsrat, Vorsteher der Gesundheitsdirektion